# 5 Serpentis
5 Serpentis (5 Serpentis / HD 136202 / HR 5694) es una estrella de magnitud aparente +5,10.
Se localiza en la constelación de Serpens, concretamente en Serpens Caput, la cabeza de la serpiente.
Se encuentra a 81 años luz del sistema solar.
5 Serpentis está catalogada como gigante o subgigante amarilla de tipo espectral F8III-IV.
Tiene una temperatura efectiva de 6117 - 6123 K y es 4,5 veces más luminosa que el Sol.
Gira sobre sí misma con una velocidad de rotación proyectada de 4,8 km/s.
Su masa es aproximadamente un 25% mayor que la masa solar y posee una edad estimada entre 3100 y 4000 millones de años.
Es, además, una estrella variable BY Draconis cuyo brillo varía 0,12 magnitudes, por lo que recibe la denominación, en cuanto a variable, de MQ Serpentis.
5 Serpentis presenta una metalicidad prácticamente igual a la solar ([Fe/H] = -0,01).
De 16 elementos evaluados, algunos de ellos presentan niveles más altos que en el Sol, entre ellos lantano, cerio y europio; especialmente notable es el caso de este último elemento del grupo de los lantánidos, cuya abundancia relativa es 4 veces más elevada que en el Sol.
Asimismo, es ligeramente deficiente —en relación con los niveles solares— en aluminio, calcio y bario; en concreto, este último metal es la mitad de abundante que en nuestra estrella.
5 Serpentis forma una estrella doble con LHS 3060, visualmente separada de ella 11,5 segundos de arco.
De magnitud +10,1, probablemente es una enana naranja de tipo K4, y se piensa que forma un verdadero sistema binario con 5 Serpentis.
La separación real entre ambas estrellas es igual o mayor de 285 UA.